# Eduardo Estévez
Eduardo Estévez (Buenos Aires, Argentina, 1969) es un escritor en lengua gallega.

## Biografía
Nació en Buenos Aires donde residió hasta 1990. A la edad de 16 años empieza a frecuentar el taller literario del periodista y escritor Daniel Arias. En 1990 publica su primer libro de poemas. Ese mismo año se traslada a Caracas, Venezuela. 
Participa del taller literario del Centro de Estudios Latinoamericanos “Rómulo Gallegos”, coordinado por el poeta Harry Almela.
En 1994 ve la luz su segundo título, fruto de su primer encuentro con la poesía en lengua gallega.
En 1995 se traslada a Galicia y se instala en la zona de Santiago de Compostela. Comienza a frecuentar actos literarios y traba relación con varios poetas de las nuevas generaciones.
Comienza su producción en gallego que ve la luz por vez primera en 1998.
Desde entonces su obra obtiene varios premios.
Además, coordina talleres literarios en centros educativos y bibliotecas municipales a lo largo de la geografía gallega y participa de la fundación de dos editoriales, Letras de Cal y Retagarda Edicións. Desde 2018 es editor responsable en Editorial Caldeirón
Colabora también en publicaciones periódicas y es responsable de algunos blogs sobre temas literarios y de actualidad.
Formó parte del Consejo Directivo de la Asociación de Escritores en Lengua Gallega.
obras
- Catedrales de perfil (Buenos Aires, RundiNuskín editor, 1990, ISBN 978-950-735-008-5)
- Ya tan deshabitado (Maracay, Venezuela, La liebre libre, 1994)
- só paxaros saíron desta boca (Accésit del Premio Miguel González Garcés 1997 - Provincia de La Coruña, Diputación provincial, 1998, ISBN 978-84-89652-49-1)
- lúa gris (Finalista del premio Tivoli Europa 1999 - Vigo, Edicións Xerais, 1999, ISBN 978-84-8302-387-7)
- os veos da paisaxe (Santiago de Compostela, Retagarda Edicións, 2000, ISBN 978-84-931647-0-6)
- caderno apócrifo da pequena defunta (XV Premio de Poesía Eusebio Lorenzo Baleirón 2002 - Sada-La Coruña, Ediciós do Castro, 2003, ISBN 978-84-8485-125-7)
- derrotas (VI Premio de poesía Concello de Carral 2002 - La Coruña, Espiral Maior, 2004, ISBN 978-84-95625-89-2)
- Postais (texto escrito en colaboración con Caro Erlich) (edición web, 2005, en luagris.net)
- mapas para describir a ausencia (edición web, 2005, en luagris.net)
- itinerarios (antología coral de textos de Eduardo Estévez realizada por Estevo Creus, Marta Dacosta, Celso Fernández Sanmartín, María Lado, María do Cebreiro, Antía Otero, Baldo Ramos, Rafa Villar y el propio autor-  Santiago de Compostela, El Correo Gallego-Municipio de Santiago-Asociación de Escritores en Lingua Galega, 2005, ISBN 978-84-8064-159-3)
- en construcción (proceso de producción publicado en la web, 2006, en en construcción y luagris.net)
- construcións (Edicións Positivas, 2008, ISBN 978-84-87783-96-8, finalista dos premios AELG convocados por la Asociación de Escritores en Lingua Galega).
- rúa da cancela (en colaboración con Eli Ríos, IV Premio de Poesía Erótica Illas Sisargas, Caldeirón, 2010, ISBN 978-84-614-4616-2)
- entrar na casa (en colaboración con Ignacio Castro "Nachok", Estaleiro Editora, 2015, ISBN 978-84-606-7517-4)
- de baleas (Caldeirón, 2017; ISBN 978-84-697-5665-2 incluye cuaderno con ilustraciones de Alfredo López "Tokio", y CD con temas de Macarena Montesinos, el dúo Tiberevi, Benxamín Otero, Estevo Creus, Daniel Quaranta, Ariel Ninas, Pablo Seoane y Gabriela Acosta, Mónica de Nut, Mig Seoane, Madamme Cell y Belén Bermejo, acompañada por Andrés Díaz.
- nós-dentro , (Ed. Galaxia, 2018, ISBN 978-84-9151-158-8).
- [sen-fin] , (Edicións Positivas, 2019, ISBN 978-84-949336-6-0).
- [venecia abandonada] , (Edicións Positivas, 2021, ISBN 978-84-122421-8-8).